# Joannicjusz (Spieranski)
Joannicjusz, imię świeckie Iwan Nikonowicz Spieranski (ur. 19 grudnia?/31 grudnia 1885 w guberni nowogrodzkiej, zm. 2 listopada 1969 w Pskowie) – rosyjski biskup prawosławny.

## Życiorys
Był synem kapłana prawosławnego. Ukończył seminarium duchowne w Nowogrodzie Wielkim, po czym w roku 1911 lub 1912 uzyskał w Petersburskiej Akademii Duchownej tytuł kandydata nauk teologicznych za pracę nt. dorobku literackiego świętego mnicha Niła Sorskiego. Przed 1917 wstąpił do Świętojezierskiego Wałdajskiego Monasteru Iwerskiej Ikony Matki Bożej i złożył tam wieczyste śluby zakonne. W 1919 przyjął święcenia na hierodiakona, zaś 27 maja tego samego roku – na hieromnicha. 14 kwietnia 1921 otrzymał godność ihumena, zaś 9 kwietnia 1922 – archimandryty. Po tej dacie został przełożonym monasteru św. Antoniego w Nowogrodzie.
27 maja 1923 został w tajemnicy wyświęcony na biskupa staro-ruskiego, wikariusza eparchii nowogrodzkiej, objął faktyczny zarząd eparchii do swojego aresztowania w 1926. Przez rok był więziony w Nowogrodzie. W 1931 objął katedrę orłowską. Jeszcze w tym samym roku został przeniesiony w stan spoczynku. Zamieszkał wówczas w mieście Wałdaj, gdzie przebywał do 1941. W latach 1947–1956 pełnił obowiązki locum tenens eparchii krasnojarskiej. Następnie został przeniesiony w stan spoczynku z miejscem pobytu w monasterze Nowy Neamț, a po jego zamknięciu w 1962 – w Monasterze Pskowsko-Pieczerskim, gdzie żył do swojej śmierci w 1969.